# Argumentum lege non distinguente
Unter dem als argumentum lege non distinguente (übernommen aus dem Satz argumentum lege non distinguente nec nostrum est distinguere) bezeichneten Rechtsgedanken versteht man in der Rechtswissenschaft einen logischen Schluss bei der Auslegung von Gesetzen, der es im Wege der Analogie erlaubt, das betreffende Gesetz auch auf einen nicht ausdrücklich geregelten Sachverhalt anzuwenden. Voraussetzung ist, dass das auszulegende Gesetz nicht explizit oder nach seinem Grundgedanken zwischen beiden Sachverhalten unterscheidet. Aus einem Umkehrschluss (argumentum e contrario)  ergibt sich dann ein Analogieverbot.